# Der Scutt

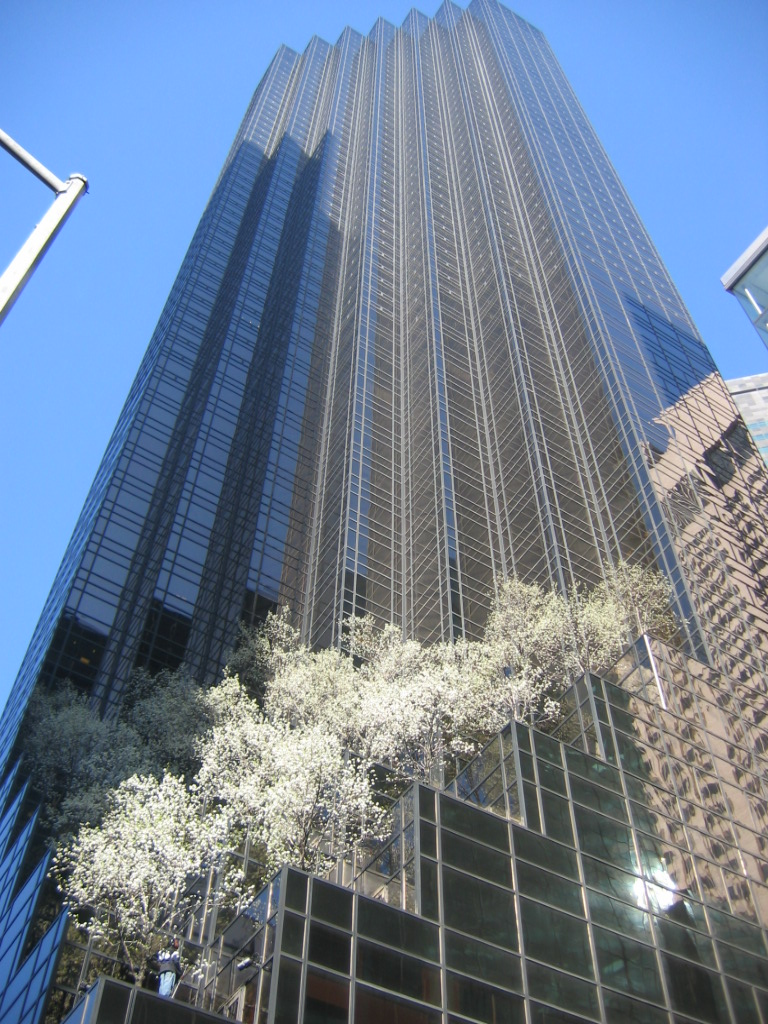
De Trump Tower

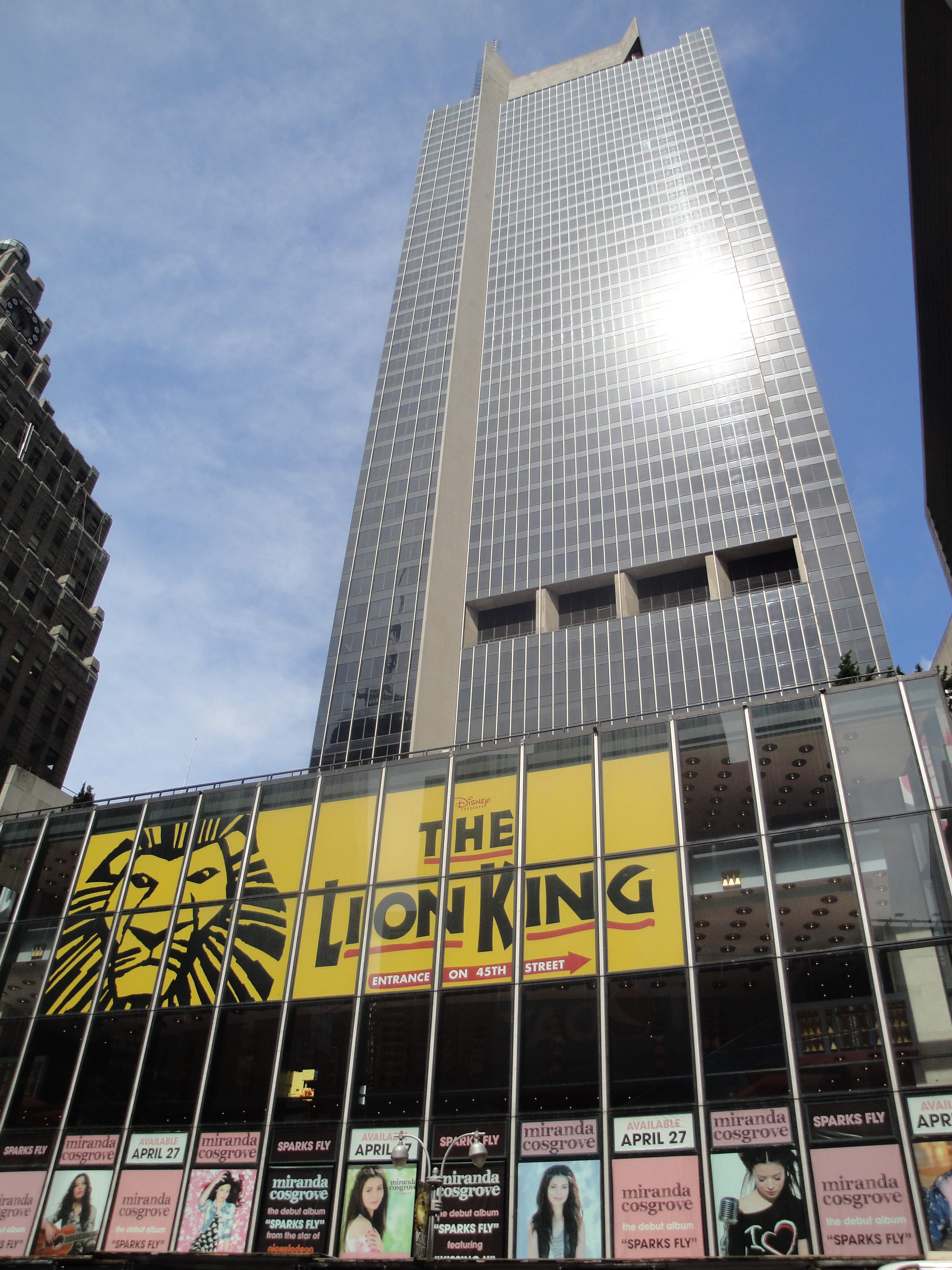
De One Astor Plaza

Der Scutt (Wyomissing, 1934 – New York, 14 maart 2010) was een Amerikaanse architect, die vooral bedrijvig was in New York. Hij was daar de ontwerper van de Trump Tower en de One Astor Plaza. Hij studeerde aan het Wyomissing Polytechnic Institute, aan de Penn State University en aan de Yale-universiteit.
Scutt ging in 1961 aan de slag bij het bureau van Edward Durell Stone. Van 1962 tot 1965 werkte hij voor Paul Rudolph. Van 1965 tot 1975 was hij actief bij het bureau Kahn & Jacobs. In deze periode ontwierp hij de One Astor Plaza. In 1975 sloot hij zich aan bij het bureau Poor Swanke Hayden & Connell Architects als partner bij het ontwerpen. In 1981 richtte hij ten slotte zijn eigen bureau op, Der Scutt Architects.
Scutt overleed op 75-jarige leeftijd thuis in Manhattan.

## Werken (selectie)
- 1972 - One Astor Plaza, New York
- 1972 - Roure Bertrand Dupont HQ (tegenwoordig Givaudan), Teaneck (New Jersey)
- 1979 - Northwestern Mutual Place, Milwaukee (Wisconsin)
- 1983 - Continental Center, 180 Maiden Lane, New York
- 1983 - Trump Tower, New York
- 1986 - 100 United Nations Plaza Tower, New York
- 1988 - The Corinthian, New York